# Athena Patera
L'Athena Patera è una struttura geologica della superficie di Marte.